# 19

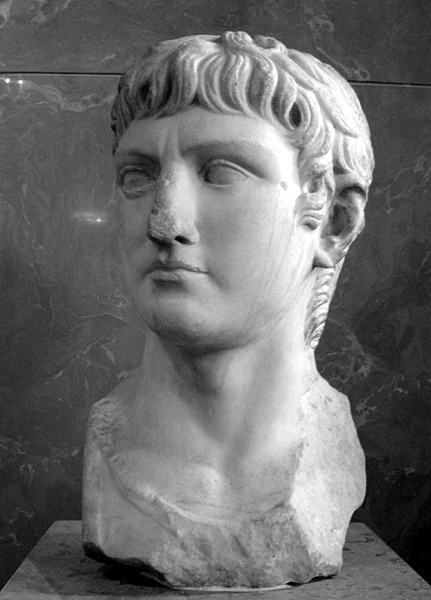
Germanicus Julius Caesar

Het jaar 19 is het negentiende jaar in de 1e eeuw volgens de christelijke jaartelling.

## Gebeurtenissen

### Italië
- De Senaat neemt formele wetten aan per senatus consultum, de bevolking wordt buiten het wetgevend proces gehouden.
- Keizer Tiberius stuurt de Joden weg uit Rome.

### Syrië
- Vonones I wordt door Germanicus verbannen naar Cilicië en tijdens een vluchtpoging vermoord door zijn bewakers.
- Germanicus Julius Caesar overlijdt in Antiochië aan vergiftiging, op zijn sterfbed beschuldigt hij Gnaius Calpurnius Piso.

### Europa
- Arminius probeert de Germaanse stammen te verenigen en roept zich uit tot koning. Hij wordt door familieleden vergiftigd.
- Marbod, koning van de Marcomannen, wordt afgezet door Catualda en vlucht naar Ravenna waar hij in ballingschap gaat.

## Geboren
- Germanicus Julius Caesar Nero Gemellus, zoon van Drusus de Jongere (overleden 23)
- Tiberius Julius Caesar Nero Gemellus, tweelingbroer van Germanicus (overleden 37)

## Overleden
- Arminius, Germaans stamhoofd en veldheer
- Germanicus Julius Caesar, Romeins veldheer en zoon van Nero Claudius Drusus
- Strabo, Grieks geograaf en historicus
- Vonones I, koning van Parthia